# Wo alle Straßen enden
La marcha "Wo alle Straßen enden" (Traducida al español como "Donde todos los caminos terminan") originalmente titulada como "Marsch Der Verdammten" (Traducida al español como "Marcha de los Condenados") es una marcha militar alemana/Canción Antiguerra Alemana compuesta por Horst Heinz Henning (1920 - 1998).  Usualmente, suele pensarse que dicha marcha fue compuesta durante la Primera Guerra Mundial, pero los registros indican que la obra tuvo origen hacia finales de la década de 1950 e inicios de la década de 1960.

## Historia
La marcha Wo alle Straßen enden fue compuesta entre finales de la década de 1950 e inicios de la década de 1960 por el compositor alemán Horst-Heinz Henning. La canción originalmente fue titulada  "Marsch Der Verdammten" pero años después entre inicios y mitades de la década de 1960 fue renombrada con el título "Wo alle Straßen enden", en referencia a sus primeras estrofas del coro.
Aunque la letra de la marcha tenga muchas similitudes con las batallas de la Primera Guerra Mundial, se cree que la marcha fue originalmente compuesta en honor a los soldados alemanes veteranos de la Segunda Guerra Mundial que formaron parte de la Legión Extranjera Francesa durante los años 50. Esto se cree ya que después del fin de la Segunda Guerra Mundial en 1954 muchos soldados alemanes veteranos se alistaron a la Legión Extranjera Francesa.

## Primera aparición
Una de las primeras apariciones de esta marcha fue a finales de la década de 1950 e inicios de la década de 1960 en un Disco de Vinilo de 7 Pulgadas EP titulado "Das Lied Der Fremdenlegionäre". Este EP fue grabado por la orquesta de Ralph DokinJunto con un coro de soldados alemanes que formaban parte de la Legión Extranjera Francesa.
Cabe mencionar que en la portada de este EP se muestran a múltiples soldados de la Legión Extranjera Francesa marchando en un desierto.

## Título Renombrado
Pocos años después el sello alemán "Populär"publicaría entre inicios y mitades de la década de 1960 un álbum recopilatorio de marchas militares alemanas titulado "Als Die Gold'ne Abendsonne" en formato LP. En esta recopilación se publicó por segunda vez la marcha "Marsch Der Verdammten", pero esta vez fue publicada con un nuevo título, el cual era "Wo Alle Straßen Enden (Lied Der Legionäre)". Este título hace referencia a las primeras estrofas de la marcha mientras que "Lied Der Legionäre" hace referencia a que esta es una marcha en honor a los soldados alemanes de la Legión Extranjera Francesa.

## Popularidad y Reconocimiento
Entre marzo y mayo del 2015 se publicaría en múltiples sitios webs como Youtube, Apple Music, Amazon y otros sitios el álbum recopilatorio de marchas militares alemanas titulado "Als die goldne Abendsonne: Soldatenlieder und Märsche". En dicho álbum recopilatorio se podía encontrar la marcha "Wo alle Straßen enden" como última canción, siendo esta la primera vez que la marcha era publicada en internet y conseguiría un poco de popularidad.
El 24 de julio del 2018 el youtuber Alemán Dr. Ludwig subiría a Youtube esta marcha, donde conseguiría una gran popularidad y millones de visitas.

## Versión extendida
Desde que se popularizó esta marcha a mediados del 2018 el youtuber Alemán Karl Sternau comenzaría a escribir y arreglar la letra de esta marcha para finalmente añadirle 4 versos extras. La primera vez que se publicó esta nueva versión arreglada con 4 versos nuevos fue en Youtube el 13 de febrero del 2020, en un vídeo el cual fue publicado por el youtuber noruego Ingen. Esta nueva versión arreglada consiguió millones de visitas en poco más de 1 año aumentando muchísimo más su popularidad. Debido al gran éxito de esta nueva versión múltiples canales de Youtube dedicados a la música militar comenzarían a compartir esta nueva versión por lo que la marcha fue consiguiendo con el paso de los años aún mucho más reconocimiento. 

## Debates y Teorías sobre su Origen
Debido a ser relativamente desconocida desde que se lanzó a su aumento de popularidad en Youtube, existen varias teorías sobre el origen de esta marcha: 

#### Teoría 1
Desde que se popularizó esta canción en Internet a mitades del 2018, mucha gente aseguró que fue compuesta durante la Primera Guerra Mundial y que describía los horrores de dicha guerra debido a su letra; no obstante, esto ha sido demostrado como falso.

#### Teoría 2
El 21 de julio de 2020 el youtuber DeroVolkTV subiría un video de esta marcha donde en la descripción del video presentaba una nueva teoría sobre el posible origen de esta marcha, la teoría era que su letra pudo haber sido escrita durante la Primera Guerra Mundial y luego muchos años después fue compuesta su música y adaptada como marcha militar, con una historia muy similar a la de la canción Lily Marleen. Pero esta teoría fue descartada pocos meses después ya que el 23 de noviembre del 2020 el Youtuber Brandon Fisichella subiria un video titulado ""Wo Alle Straßen Enden" - a Fake WW1 Song?" en el cual descartaría esta teoría diciendo que no tenía ningún fundamento ni evidencia. Debido a esto el youtuber DeroVolkTV terminaría eliminando esta teoría de la descripción para evitar seguir generando desinformación. 

#### Teoría 3
Desde finales del 2019 hasta finales del 2020 se pensó que esta canción fue compuesta para la película estadounidense de 1957 "The Wayward Bus (Wo alle Straßen enden)" debido a que la canción y la película tenían el mismo título, pero poco tiempo después esta teoría fue descartada al descubrirse que en ningún momento de la película aparecía esta canción.

#### Teoría 4
A finales del 2020 algunos usuarios de internet pensaron que esta marcha pudo ser compuesta para la película alemana de 1930 "Westfront 1918" pero igualmente fue descartada por el Youtuber Brandon Fisichella en su video titulado ""Wo Alle Straßen Enden" - a Fake WW1 Song?" ya que en ningún momento de la película aparecía esta marcha.